# Schumann Bah
Schumann Almamy Bah (Léhon, 24 agosto 1974) è un ex calciatore francese naturalizzato guineano, di ruolo difensore.

## Caratteristiche tecniche
Era un terzino sinistro.

## Carriera

### Club
Ha cominciato a giocare al Cosmo Taverny. Nel 1997 è passato al Le Mans. Nel 1998 è stato acquistato dal Châteauroux. Nel gennaio 2000 è passato in prestito al Louhans-Cuiseaux. Nell'estate 2000 è tornato al Châteauroux. Nel gennaio 2001 si è trasferito al Metz. Nel gennaio 2004 è stato acquistato dal Neuchâtel Xamax. Nell'estate 2004 è passato al Malatyaspor. Nel 2005 è stato acquistato dal Clermont Foot. Nel 2006 si è trasferito al Cannes, con cui ha concluso la propria carriera nel 2007.

### Nazionale
Ha debuttato in Nazionale il 20 agosto 2003, nell'amichevole Tunisia-Guinea (0-0). Ha partecipato, con la Nazionale, alla Coppa d'Africa 2004. Ha collezionato in totale, con la maglia della Nazionale, 12 presenze.